# Federazione di rugby a 15 della Mongolia
Mongolyn Ragbigijn Cholboo (in mongolo Монголын Рагбигийн Холбоо), anche nota con il nome ufficiale alternativo Mongolian Rugby Football Union, è l'organismo di governo del rugby a 15 in Mongolia.
Fondata nel 2003, è affiliata dalla nascita ad Asia Rugby e dal 2004 a World Rugby.